# ᵵ
ᵵ, appelé t tilde médian, est une lettre latine utilisée dans l'alphabet phonétique international.

## Utilisation
La lettre ᵵ est utilisée dans l'API pour représenter une consonne occlusive alvéolaire sourde pharyngée.

## Représentations informatiques
Le t tilde médian peut être représenté avec le caractère Unicode suivant (Extensions phonétiques) :
| formes    | représentations | chaînes de caractères | points de code | descriptions                           |
| --------- | --------------- | --------------------- | -------------- | -------------------------------------- |
| minuscule | ᵵ               | ᵵ                     | U+1D75         | lettre minuscule latine t tilde médian |

Avant le codage de U+1D75 dans Unicode, le t tilde médian pouvait être composé approximativement avec les caractères suivants (latin de base, diacritiques) :
| formes    | représentations | chaînes de caractères | points de code | descriptions                                       |
| --------- | --------------- | --------------------- | -------------- | -------------------------------------------------- |
| minuscule | t̴               | t◌̴                    | U+0074 U+0334  | lettre minuscule latine t diacritique tilde médian |